# Schanze (Kürten)
Schanze ist ein Ortsteil in der Gemeinde Kürten im Rheinisch-Bergischen Kreis.

## Beschreibung
Das Wort Schanze bedeutet, dass hier ehemals eine Schanzenanlage der Landwehr in Herweg gewesen ist. Schanze liegt an der Bundesstraße 506, die in diesem Abschnitt die gleiche Trassenführung wie der alte Heerweg Köln–Wipperfürth–Soest, einer bedeutenden mittelalterlichen Altfernstraße von Köln über Wipperfürth nach Soest, hat.

## Geschichte

Schanze bei Herweg von 1787

Die Topographia Ducatus Montani des Erich Philipp Ploennies aus dem Jahre 1715, Blatt Amt Steinbach, belegt, dass bereits 1715 an der Stelle ein Ort mit mehreren Höfen bestand und als Ort bezeichnet wurde. Carl Friedrich von Wiebeking benennt die Hofschaft auf seiner Charte des Herzogthums Berg 1789 als Ortgen. Aus ihr geht hervor, dass der Ort zu dieser Zeit Teil der Honschaft Bechen im Kirchspiel Bechen im Landgericht Kürten war und unmittelbar an der Grenze zur Honschaft Dürscheid im Amt Porz lag.
Unter der französischen Verwaltung zwischen 1806 und 1813 wurde das Amt Steinbach aufgelöst und der Ort wurde politisch der Gemeinde Bechen in der Mairie Kürten im Kanton Wipperfürth  im Arrondissement Elberfeld zugeordnet. 1816 wandelten die Preußen die Mairie zur Bürgermeisterei Kürten im Kreis Wipperfürth.
1822 lebten sechs Menschen im als Hof kategorisierten und Oertgen bezeichneten Ort.
1927 wurden die Bürgermeisterei Kürten in das Amt Kürten überführt. In der Weimarer Republik wurden 1929 die Ämter Kürten mit den Gemeinden Kürten und Bechen und Olpe mit den Gemeinden Olpe und Wipperfeld zum Amt Kürten zusammengelegt. Der Kreis Wipperfürth ging am 1. Oktober 1932 in den Rheinisch-Bergischen Kreis mit Sitz in Bergisch Gladbach auf.
1975 entstand aufgrund des Köln-Gesetzes die heutige Gemeinde Kürten, zu der neben den Ämtern Kürten, Bechen und Olpe ein Teilgebiet der Stadt Bensberg mit Dürscheid und den umliegenden Gebieten kam.

### Die Landwehr
Im Nordosten der heutigen Ortslage liegt die historische Landwehr, die als Grenzsicherung und Wegezollstation am Heerweg diente. Ein ca. 200 m langer und 2 m hoher Wall mit Gräben ist noch erhalten. Er wurde 1772 erwähnt, ist jedoch vermutlich wesentlich älter. Die Landwehr ist als Nr. 3 in der Liste der Bodendenkmäler in Kürten eingetragen.